# José Felipe Márquez Cañizales (khu tự quản)
José Felipe Márquez Cañizales là một khu tự quản thuộc bang Trujillo, Venezuela. Thủ phủ của khu tự quản José Felipe Márquez Cañizales đóng tại El Paradero. Khự tự quản José Felipe Márquez Cañizales có diện tích 648 km2, dân số theo điều tra dân số ngày 21 tháng 10 năm 2001 là 4237 người.